# لوته در وایمار (فیلم)
لوته در وایمار (آلمانی: Lotte in Weimar) فیلمی در ژانر درام به کارگردانی ایگون گونتر است بر اساسِ رمانی به همین نام که در سال ۱۹۷۵ منتشر شد و در جشنواره فیلم کن ۱۹۷۵ به‌نمایش درآمد.

## بازیگران
- لیلی پالمر
- کاتارینا تالباخ
- دیتر مان
- توماس تیمه